# Abborragölen (Eksjö socken, Småland)
Abborragölen är en sjö i Eksjö kommun i Småland och ingår i Emåns huvudavrinningsområde. Vid provfiske har abborre och mört fångats i sjön.